# Xemeneia de Cal Sánchez
La Xemeneia de Cal Sánchez és una obra d'Olesa de Montserrat (Baix Llobregat) protegida com a Bé Cultural d'Interès Local.

## Descripció
Xemeneia de forma troncocònica feta amb maó refractari de dos colors i morter de calç amb una anella de reforç a mitja alçada. Està coronada per un petit cos amb motllures. La base és de planta quadrada construïda amb els mateixos materials. Hi ha una porta per accedir a l'interior que ha estat tapiada recentment.

## Història
De les fàbriques tèxtils del sector del carrer Calvari, l'empresa més antiga era la fàbrica Sánchez, construïda el 1898 per Lluís Sánchez Merlin. A la seva mort, el 1905 la seva vídua, Natàlia Serra es va encarregar de la direcció de la fàbrica. Actualment la nau és ocupada pels tallers Mantre S. A.